# Sarcophaga cabrerai
Sarcophaga cabrerai är en tvåvingeart som beskrevs av Tadao Kano och Sugiyama 1983. Sarcophaga cabrerai ingår i släktet Sarcophaga och familjen köttflugor.
Artens utbredningsområde är Filippinerna. Inga underarter finns listade i Catalogue of Life.